# Nasserism
Nasserism är en socialistisk politisk ideologi med starka element av den form av arab-nationalism som utvecklades i Egypten under Gamal Abdel Nassers ledning av landet. Rörelsen är panarabisk och har inspirerat ett stort antal ledare i Västasien och Nordafrika men också antikolonialistiska rörelser i Afrika söder om Sahara och befrielserörelser i Latin- och Sydamerika.